# Diane, uno sbirro in famiglia
Diane, uno sbirro in famiglia (Diane, femme flic) è una serie televisiva francese.

## Trama
Diane Carro, un commissario di polizia e madre di Thomas e Zoe, è la moglie del suo capo.

## Personaggi ed interpreti
- Diane (32 episodi), interpretata da Isabel Otero.
- Bochko (28 episodi), interpretato da Joël Zaffarano.
- Marie-Laure (25 episodi), interpretata da Silvie Laguna.
- Zoé (24 episodi), interpretata da Audrey Caillaud.
- Micky (24 episodi), interpretato da Hassan Koubba.
- Serge Carro (20 episodi), interpretato da Laurent Gamelon.
- Thomas (15 episodi), interpretato da Hugo Brunswick.
- Bimbo (14 episodi), interpretato da Vanessa Guedj.
- Hassan (13 episodi), interpretato da Rabah Loucif.
- D'Gin (13 episodi), interpretato da Emilie Chesnais.
- Sam (12 episodi), interpretato da Alexis Michalik.
- Thomas (9 episodi), interpretato da Matthieu Dessertine.
- Marie-Laure (8 episodi), interpretata da Brigitte Chamarande.
- Mélanie (7 episodi), interpretata da Magaly Godenaire.
- Angèle (4 episodi), interpretata da Stana Roumillac.

## Episodi
| Stagione         | Episodi | Prima TV USA | Prima TV Italia |
| ---------------- | ------- | ------------ | --------------- |
| Prima stagione   | 1       | 2003         | 2006            |
| Seconda stagione | 2       | 2004         |                 |
| Terza stagione   | 4       | 2005         |                 |
| Quarta stagione  | 6       | 2006-2007    |                 |
| Quinta stagione  | 8       | 2008         |                 |
| Sesta stagione   | 6       | 2009         |                 |
| Settima stagione | 6       | 2010         |                 |